# جوانی و دیوانگی
این جوانی دیوانگی است (به انگلیسی: Yeh Jawaani Hai Deewani) فیلمی درام رمانتیک محصول سال ۲۰۱۳ است که بازیگرانی هم چون رانبیر کاپور و دیپیکا پادوکونه در آن ایفای نقش می‌کنند. مدوری دیکشیت نیز در قسمتی از فیلم همراه با رانبیر کاپور دیده می‌شود.
این فیلم در ابتدا قرار بود در مارس ۲۰۱۳ اکران شود اما اکران به ۳۱ مه ۲۰۱۳ موکول شد. این فیلم نامزد جوایز بهترین بازیگر مرد، بهترین فیلم، بهترین کارگردانی، بهترین بازیگر نقش مکمل زن و مرد، بهترین بازیگر زن و … در جشنواره فیلم‌فیر شد. جوانی و دیوانگی تبدیل به یکی از پر فروش‌ترین فیلم‌های بالیوود در سراسر جهان شد.

## داستان
ناینا تالور (دیپیکا پادوکونه) یک دانشجوی پزشکی خجالتی و درون گرا است که همیشه در حال درس خواندن است. روزی بعد از برخورد با همکلاسی دبیرستانی اش آدیتی مهرا(کالکی کوچلین) احساس می‌کند در زندگی اش از هیچ چیز لذت نبرده است و حال او به دنبال یک ماجراجویی است. آدیتی می‌خواهد با دوستانش به سفری به مقصد هیمالیا برود و ناینا تصمیم می‌گیرد به همراه آنها راهی این سفر شود.
در طی این سفر ناینا با همکلاسی‌های قبلی اش تجدید دوستی می‌کند. به همراه آدیتی و ناینا، کبیر (بانی) (رانبیر کاپور) و آوی (آدیتیا روی کاپور) نیز راهی سفر می‌شوند. کبیر پسری خوش گذران است که علاقه ای به ازدواج ندارد و همواره در فکر ماجراجویی است و پدرش همیشه از او حمایت می‌کند. بانی خیال دارد برای ادامه تحصیل به آمریکا برود اما هنوز این موضوع را به دوستانش نگفته است.
آوی همواره در حال خوش گذرانی با دختران دیگر است و از چهره غمگین آدیتی نسبت به رفتارهای آدی، ناینا و بانی متوجه علاقه آدیتی به آدی می‌شوند ولی این موضوع را با او مطرح نمی‌کنند. در طول این سفر بانی و ناینا به یکدیگر نزدیک تر می‌شوند و بانی، ناینا را به خنده و خوش گذرانی تشویق می‌کند. ناینا طی این سفر به کبیر علاقه‌مند می‌شود. یک شب آدی نامه پذیرش بانی در دانشگاه روزنامه‌نگاری آمریکارا پیدا می‌کند و کبیر وادار می‌شود جریان را برای آنها تعریف کند. ناینا با فهمیدن این موضوع از گفتن احساسش به کبیر منصرف می‌شود اما برای کبیر خوشحال است که به دنبال آرزوهایش می‌رود.
هشت سال می‌گذرد؛ و ناینا اکنون مشغول کار در کلینیک است و دیگر آن دختر خجالتی سابق نیست آن سفر روحیه اش را به کلی دگرگون کرده است. کبیر بسیار مشغول شده است. پدر کبیر در طی این مدت فوت کرد اما کبیر در سفر بود و متوجه این موضوع نشد به همین علت نتوانست در مراسم پدرش شرکت کند.
آدیتی عشق آدی را فراموش کرده و قصد دارد با تاران(کونال روی کاپور)ازدواج کند. با ویدئویی کبیر را به عروسی اش دعوت می‌کند اما امیدی به آمدن او ندارد؛ که ناگهان با ورود کبیر به مراسم قبل از عروسی، همه شوکه می‌شوند. ناینا سعی می‌کند از کبیر دوری کند چون نمی‌خواهد دوباره درد دلشکستگی را تجربه کند ولی کبیر به ناینا علاقه‌مند شده است. یک شب ناینا با عکاس عروسی آدیتی در حال صحبت بود که ناگهان حسادت کبیر برانگیخته شد و متوجه عشق خودش یه ناینا شد. از او درخواست کرد که با هم به آمریکا بروند ولی ناینا نمی‌توانست شغل، خانواده و دوستانش را رها کند پس درخواست او را نپذیرفت. کبیر هنگام رفتن پشیمان شد به خانه ناینا رفت. در همین هنگام همه آنها تماس صوتی برقرار کردند و سال نو را بهم تبریک گفتند.

## بازیگران
- رانبیر کاپور (بانی)
- دیپیکا پادوکونه (نینا)
- آدیتیا روی کاپور (آوی)
- کالکی کوچلین (آدیتی)
- اولین شارما (لارا)
- مدوری دیکشیت (موهینی)
- کونال روی کاپور (تاران)

## آهنگ‌ها
1.Badtameez Dil
2.Balam Pichkari
3.Ilahi
4.Kabira
5.Dilliwaali Girlfriend
6.Subhanallah
7.Ghagra
8.Kabira (Encore)
9.Ilahi (Reprise)
10.Yeh Jawaani Hai Deewani Mash Up